# Championnat de Saint-Vincent-et-les-Grenadines de football 2020-2021
Navigation
Édition précédente Édition suivante
La saison 2020-2021 du championnat de Saint-Vincent-et-les-Grenadines de football est la quinzième édition de la SVG Premier Division, le championnat de première division de Saint-Vincent-et-les-Grenadines.
La précédente saison ayant été interrompue plusieurs mois en raison de la pandémie de Covid-19, la compétition ne débute que le 27 novembre 2020. Le format amène à une réduction à dix équipes contre douze auparavant, deux clubs sont promus tandis que quatre sont relégués.
Cette édition est particulièrement perturbée par deux événements. Le premier est une nouvelle vague de cas de Covid-19 qui touche le pays pendant la trêve des fêtes de fin d'année et provoque la suspension des activités jusqu'à nouvel ordre. La deuxième est l'éruption volcanique de la Soufrière démarrant le 27 décembre 2020 et dont l'explosion le 9 avril 2021 contraint les autorités locales à évacuer une large partie de l'île vers des terres voisines. Bien qu'une reprise de la compétition ait été envisagée, celle-ci est définitivement abandonnée en juin 2021 et le titre non decerné.
Hope International (en), tenant du titre, fait face aux neuf meilleures équipes de Saint-Vincent-et-les-Grenadines. L'équipe est en tête au soir de la quatrième journée le 19 décembre 2020 mais ne peut défendre son statut en raison de l'abandon du champion en juin 2021.

## Équipes participantes
| \| Kingstown : Avenues United Awesome FC Hope International Jebelle FC Largo Height Pastures FC Kingstown Sion Hill North Leeward Layou FC \| Localisation des équipes engagées. |
| Kingstown : Avenues United Awesome FC Hope International Jebelle FC Largo Height Pastures FC Kingstown Sion Hill North Leeward Layou FC                                          |

| Équipe                       | Classement 2019-2020 | Ville         | Stade                |
| ---------------------------- | -------------------- | ------------- | -------------------- |
| Hope International (en)      | Champion             | Kingstown     | Victoria Park        |
| North Leeward Predators (en) | 2e                   | Chateaubelair | Goolin Playing Field |
| Jebelle FC                   | 4e                   | Kingstown     | Victoria Park        |
| Pastures FC (en)             | 5e                   | Kingstown     | Victoria Park        |
| Sion Hill (en)               | 6e                   | Sion Hill     |                      |
| Avenues United (en)          | 7e                   | Kingstown     | Victoria Park        |
| Awesome FC                   | 8e                   | Kingstown     | Victoria Park        |
| Layou FC (en)                | Promu                | Layou         | Layou Playing Field  |
| Largo Height                 | Promu                | Kingstown     |                      |

Légende des couleurs
- Tenant du titre
- Promu

## Compétition

### Classement
Les dix équipes s'affrontent deux fois en format aller-retour, une fois à domicile, une fois à l'extérieur. Néanmoins, le championnat n'ayant pas à son terme, voici le classement au moment de son abandon après quatre journées disputées.
Le barème de points servant à établir le classement se décompose ainsi :
- Victoire : 3 points
- Match nul : 1 point
- Défaite : 0 point

| Rang | Équipe                       | Pts | J | G | N | P | Bp | Bc | Diff |
| ---- | ---------------------------- | --- | - | - | - | - | -- | -- | ---- |
| 1    | Hope International (en) T    | 8   | 4 | 2 | 2 | 0 | 9  | 5  | +4   |
| 2    | Sion Hill                    | 8   | 4 | 2 | 2 | 0 | 5  | 1  | +4   |
| 3    | Avenues United (en)          | 7   | 4 | 2 | 1 | 1 | 15 | 7  | +8   |
| 4    | Pastures FC (en)             | 7   | 4 | 2 | 1 | 1 | 11 | 5  | +6   |
| 5    | Awesome FC                   | 7   | 4 | 2 | 1 | 1 | 5  | 5  | 0    |
| 6    | Layou FC (en)                | 6   | 4 | 1 | 3 | 0 | 5  | 3  | +2   |
| 7    | Jebelle FC                   | 4   | 4 | 1 | 1 | 2 | 7  | 6  | +1   |
| 8    | System 3 FC (en)             | 3   | 4 | 0 | 3 | 1 | 6  | 8  | -2   |
| 9    | North Leeward Predators (en) | 2   | 4 | 0 | 2 | 2 | 4  | 8  | -4   |
| 10   | Largo Height P               | 0   | 4 | 0 | 0 | 4 | 5  | 24 | -19  |

|  | Champion de Saint-Vincent-et-les-Grenadines 2020-2021 |
|  | Relégué en First Division                             |
|  | T : Tenant du titre                                   |

## Bilan de la saison
| Championnat de Saint-Vincent-et-les-Grenadines de football 2020-2021 |                   |
| Champion                                                             | Titre non décerné |
| Qualifications continentales                                         |                   |
| Non inscrit                                                          | Non inscrit       |